# Lucien Aimar
Lucien Aimar (Ieras, 28 d'abril de 1941) va ser un ciclista francès que fou professional entre 1965 i 1973. Durant la seva carrera professional aconseguí una trentena de victòries, destacant per damunt de totes la victòria al Tour de França de 1966.

## Cursa amateur
Aimar va ser un brillant ciclista durant la seva etapa com a amateur, arribant a formar part de l'equip olímpic que va participar en els Jocs Olímpics de Tòquio de 1964.
Dos mesos més tard, va acabar segon al Tour de l'Avenir, a 42 segons de l'italià Felice Gimondi, després de ser penalitzat amb un minut per un altercat amb un ciclista belga.

## Cursa professional
El 1965 es va convertir en professional a les files de l'equip Ford-Gitane, al qual pertanyia Jacques Anquetil, i que estava dirigit per Raphael Geminiani. En el seu debut al Tour de França es va veure obligat a abandonar com a conseqüència d'una insolació.
El 1966 començà la temporada amb alguns triomfs en curses d'un dia i una 2a plaça a la Fletxa Valona, però aquest any va estar marcat per la seva victòria final al Tour de França, gràcies a dues escapades en les etapes de l'Aubisque i Torí i a l'ajuda d'Anquetil.
El 1967 va córrer el Giro d'Itàlia com a gregari d'Anquetil, acabant en 7a posició final. Va participar en el Tour de França com a líder de l'equip nacional francès, i després d'aconseguir un triomf d'etapa, va acabar en sisena posició final. Després del Tour va acabar 2n al Campionat de França de fons en carretera.
L'any següent va participar en la Volta Ciclista a Espanya, guanyada per Felice Gimondi, en la que Aimar fou 9è. Al Tour de França acabà en la 7a posició final. Aquell any va guanyar el Campionat de França en ruta.
El 1969 va ser un any complicat per a Aimar, arrossegant una gran baixa forma durant tota la temporada, cosa que es reflectí en una pobra actuació al Tour de França. A més, va ser suspès durant un mes per dopatge, cosa que li va impedir participar en la Volta a Espanya.
Després d'una reestructuració de l'equip Bic, amb l'arribada de Luis Ocaña, Aimar va canviar d'equip i va recuperar part de la seva bona forma passada, tot i que no va arribar a aconseguir cap triomf destacat. Va acabar 2n a la clàssica Bordeus-París i 9è al Tour de França, on el belga Lucien van Impe es va erigir com a líder de l'equip Sonolor Lejeune.
El 1971, sense ser el cap de files de l'equip, Aimar va tornar a acabar 9è al Tour gràcies a una escapada. Durant els dos últims anys de la seva carrera no va aconseguir cap èxit de renom més per al seu palmarès, tot i que va participar en les edicions del Tour de França de 1972 i 1973, completant així nou participacions.
Una vegada retirat passà a ser assessor tècnic regional de la Provença-Costa Blava i després organitzador del Tour del Mediterrani des de la seva creació, el 1974, fins al 2012.

## Palmarès
- 1963
  - 1r a la Ruta de França
- 1966
  - 1r al Tour de França
  - 1r a la Gènova-Niça
  - 1r a la Grande Combe
  - 1r de la Promoció Pernod
- 1967
  - 1r als Quatre dies de Dunkerque
  - 1r a Mont Faron
  - Vencedor d'una etapa al Tour de França
- 1968
  -  Campió de França en ruta
  - 1r al Prestige Pernod
- 1970
  - 1r a la Polymultipliée
  - Vencedor d'una etapa al Midi Libre
- 1973
  - Vencedor d'una etapa als Quatre dies de Dunkerque

### Resultats al Tour de França
- 1965. Abandona (9a etapa)
- 1966.  1r de la classificació general.  Porta el mallot groc durant 6 etapes
- 1967. 6è de la classificació general. Vencedor d'una etapa
- 1968. 7è de la classificació general
- 1969. 30è de la classificació general
- 1970. 17è de la classificació general
- 1971. 9è de la classificació general
- 1972. 17è de la classificació general
- 1973. 17è de la classificació general

### Resultats al Giro d'Italia
- 1967. 7è de la classificació general

### Resultats a la Volta a Espanya
- 1965. 11è de la classificació general
- 1968. 9è de la classificació general